# Partido judicial de San Baudilio de Llobregat
El Partido judicial de San Baudilio de Llobregat es uno de los 49 partidos judiciales en los que se divide la comunidad autónoma de Cataluña, siendo el partido judicial n.º 12 de la provincia de Barcelona.
El ámbito territorial, que viene regulado por el Real Decreto 529/1983, de 9 de marzo, comprende a las localidades de San Baudilio de Llobregat, San Clemente de Llobregat, Santa Coloma de Cervelló y Torrellas de Llobregat.
La cabeza de partido y por tanto sede de las instituciones judiciales es San Baudilio de Llobregat. Cuenta con cuatro Juzgados de Primera Instancia e Instrucción.